# 石田郡
石田郡（日语：／ Ishida gun */?）是位于日本壹岐島的郡，已於1896年4月1日被併入壹岐郡。

## 歷史
過去為壹岐國轄下的郡，也是壹岐國的國府所在地。

### 年表
- 1889年4月1日：實施町村制，下設：武生水村、初山村、柳田村、沼津村、渡良村、志原村、石田村。
- 1896年4月1日：被併入壹岐郡。